# Eider-Klasse

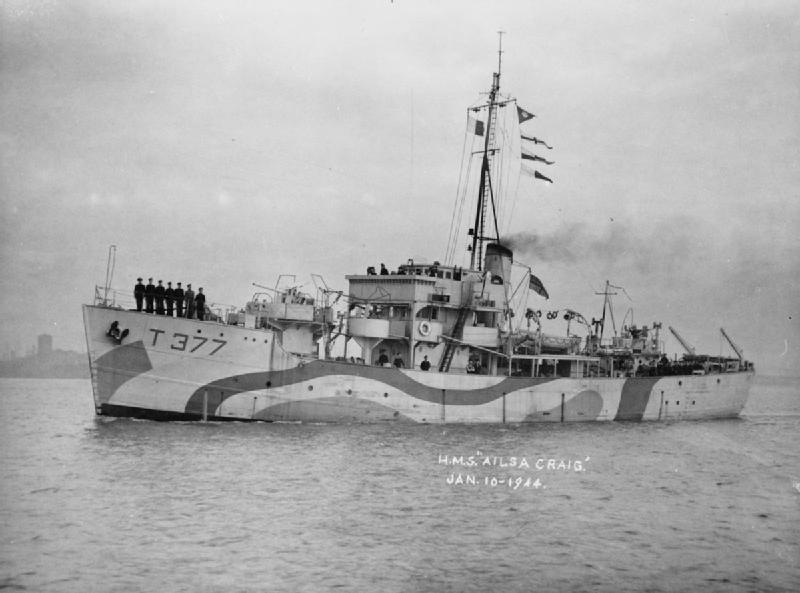
Ein britischer Naval Trawler der Isle-Klasse vom gleichen Typ wie Eider und Trave

Die Eider-Klasse war eine Klasse von zwei Schiffen, die in verschiedenen Funktionen in der britischen Royal Navy, dem deutschen Seegrenzschutz und der Bundesmarine eingesetzt waren. In Deutschland trugen sie die Namen Eider und Trave.

## Herkunft
Beide Schiffe wurden 1941 bei Davie Shipbuilding in Lauzon auf Kiel gelegt in der kanadischen Provinz Québec und Ende 1942 als Naval Trawler (Vorpostenboot) der Isles-Klasse für die britische Royal Navy in Dienst gestellt. Sie trugen die Namen HMS Flint (T287) und HMS Dochet (T286). Die Klasse bestand aus 197 Schiffen, die außer in der britischen in der kanadischen, neuseeländischen, portugiesischen und italienischen Marine eingesetzt wurden. Sie hatten etwa 40 Mann Besatzung. Die Klasse war darauf ausgelegt, nach Kriegsende als Fischtrawler verwendet zu werden.
Über Flints und Dochets Schicksal zwischen 1947 und 1951 ist wenig bekannt. 1951 befanden sich beide in belgischem Besitz und sollten zu Fischdampfern mit den Namen Catherina (ex-Dochet) und Cornelia (ex-Flint) umgebaut werden. Der im Aufbau befindliche deutsche Seegrenzschutz erwarb die beiden Schiffe im Februar 1952, nachdem sich der begonnene Umbau als zu aufwändig erwiesen hatte.

## Dienst im Seegrenzschutz
Der Seegrenzschutz ließ den Umbau der Schiffe zu Begleit- und Transportschiffen nach seinen Vorgaben bei den Atlaswerken in Bremen zu Ende führen. Sie wurden nach norddeutschen Flüssen benannt und im September 1953 (Eider, ex-Dochet) beziehungsweise Februar 1954 (Trave, ex-Flint) in Dienst gestellt. Beide Schiffe unterstanden direkt dem Kommando des Seegrenzschutzverbandes in Kiel. Eider wurde zur Unterstützung der 1. Wachboot- und der P-Boot-Flottille in Neustadt in Holstein stationiert. Trave unterstützte die 3. und 4. Wachbootflottille in Kiel. Die Schiffe hatten Kommandanten im Dienstgrad von Oberleutnanten im BGS oder Kapitänleutnanten im BGS. Die Besatzung betrug 39 Mann bei zusätzlicher Unterbringungskapazität für weitere 31 Personen.
Im Januar 1956 wurde mit dem Aufbau der Bundesmarine begonnen und entschieden, dass der Seegrenzschutz am 1. Juli 1956 mit Personal und Material in diese überführt wird. In der Übergangszeit unterstützten Eider und Trave, noch zum Seegrenzschutz gehörend, die Bundesmarine als Schulschiffe, wobei die Besatzung durch Ausbilder der Marine ergänzt wurde. Die ersten als Crew I/56 neu eingestellten Offizieranwärter der Bundesmarine erhielten ihre seemännische Ausbildung im Frühjahr 1956 auf Eider und Trave.

## Dienst in der Bundesmarine
Am 1. Juli 1956 gingen beide Schiffe in den Bestand der Bundesmarine über und wurden dem Schulgeschwader Ostsee in Kiel als Schulboote der Klasse 319 unterstellt. Sie behielten ihre Namen unter Zuteilung der NATO-Kennungen A 50 (Eider) und A 51 (Trave). Nach dessen Auflösung wechselten sie am 1. Oktober 1958 zum damaligen 1. Geleitgeschwader, das am 1. Juli 1960 in Schulgeschwader umbenannt wurde. Nach dessen Auflösung am 30. September 1963 wurden beide Boote für unterschiedliche Aufgaben umgerüstet. Die Besatzungsstärke wechselte stark, wobei der Einsatz als Schulboot mit 20 Mann Stammbesatzung und 60 Schülern erfolgte. Später waren etwa 45 Soldaten an Bord, Eider erhielt nach ihrem Umbau eine reduzierte Zivilbesatzung.

### Eider

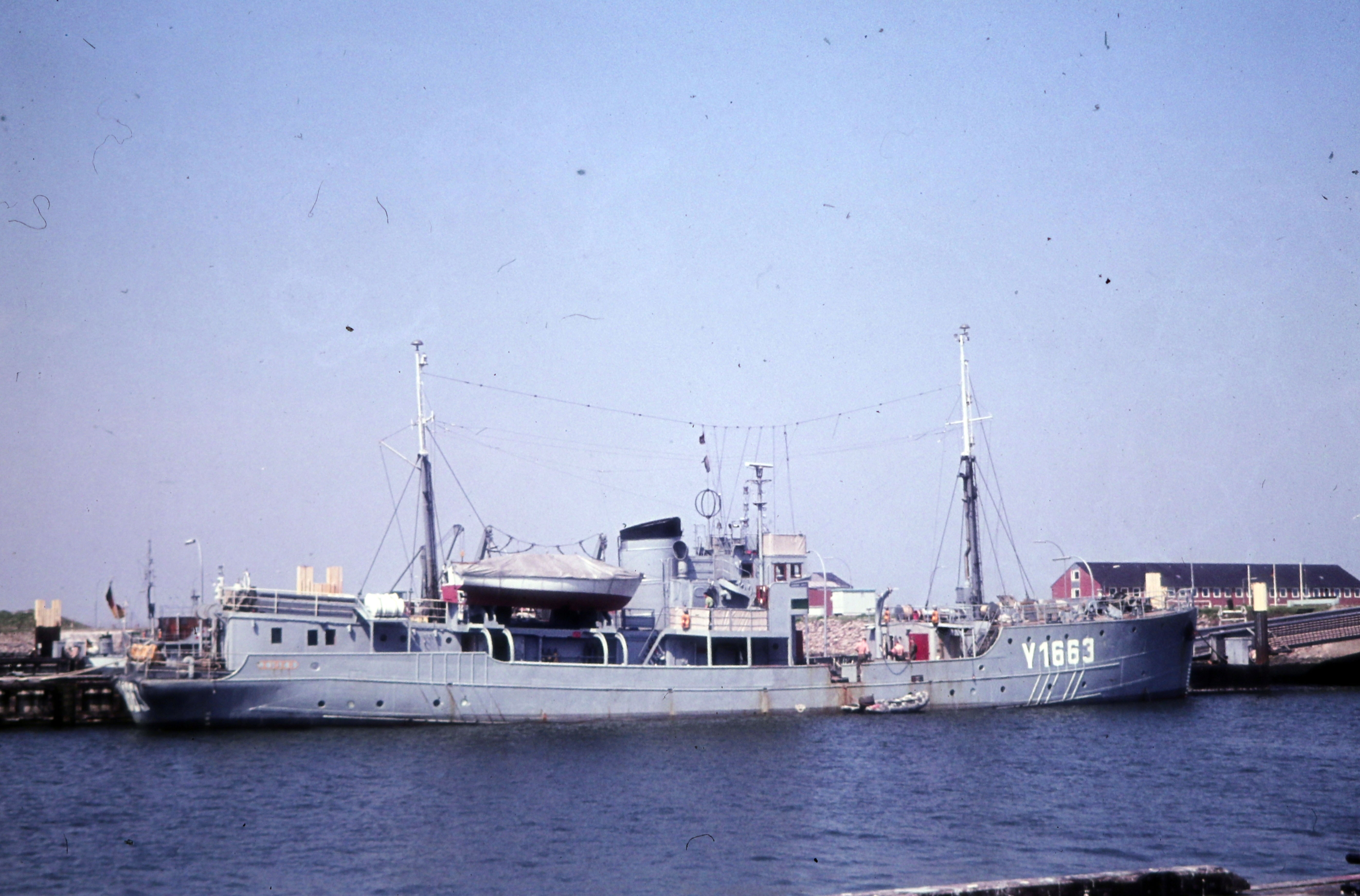
MWLB Eider auf Helgoland

Die Eider wurde zunächst der Marineunterwasserwaffenschule zugeteilt. In dieser Funktion diente sie als Schulboot für die Minentaucher- und Kampfschwimmerausbildung. Ab 1969 wurde sie zum Minenwurf- und Lichtboot (NATO-Kennung Y 1663) der Klasse 752 umgebaut. Ab 1. Oktober 1974 unterstand sie der Marinewaffenschule in Eckernförde, deren Ausbildungsbetrieb sie in mehreren Funktionen unterstützte. Im April 1978 wurde sie außer Dienst gestellt, zur Verschrottung verkauft und in Brake abgewrackt. Die Dampfmaschine befindet sich in der WTZ.

### Trave
Die Trave wurde dem Minenlegergeschwader zugeteilt und zum Messboot der Klasse 751 umgebaut. Als solches diente sie der elektronischen Aufklärung bis zu ihrer Außerdienststellung am 25. November 1971. Sie wurde über die VEBEG an die Firma Eckart & Co in Hamburg zum Abwracken verkauft.

## Technik
Die Naval Trawler der Isle-Klasse hatten einen Stahlrumpf und wurden von einer Dampfanlage mit einem Kessel und einer dreifachwirkenden Kolbendampfmaschine angetrieben, die auf einen vierflügeligen Propeller wirkte. Außerdem verfügten die Schiffe über drei Dieselgeneratoren von 110 kVA Leistung. Beim Umbau für den Seegrenzschutz erhielten sie einen vierten Generator für den Betrieb eines Pleuger-Aktivruders. Dieses Pleugerruder war zugleich ein Hilfsantrieb für Geschwindigkeiten von bis zu 5 kn.
Beim Ankauf durch den Seegrenzschutz waren beide Schiffe auf einer belgischen Werft für den Einsatz in der Fischerei um vier Meter verlängert worden und sollten eine neue Antriebsanlage erhalten. Auf der Trave war diese bereits ausgebaut und wurde durch einen dieselelektrischen Antrieb ersetzt. Eider behielt die ursprüngliche Dampfantriebsanlage. Die beiden Schiffe waren 53,9 m lang und verdrängten etwa 750 ts bei voller Ausrüstung. Sie erreichten eine Höchstgeschwindigkeit von 13 kn.

## Bewaffnung
Die ursprüngliche britische Bewaffnung bestand aus einem 76-mm-Geschütz, drei oder vier 20-mm-Oerlikon-Kanonen und 30 Wasserbomben. Diese Bewaffnung wurde beim Verkauf an private Eigner entfernt.
Der Seegrenzschutz plante, die Schiffe mit vier 20-mm-Geschützen auszurüsten, jedoch verzögerte sich der Einbau der Bewaffnung bis nach der Übergabe an die Bundesmarine. Diese ließ zunächst zwei 20-mm-Geschütze in Einzellafetten einrüsten, später wurde eines dieser Geschütze durch ein 40-mm-Geschütz ersetzt. Als Minenwurf- und Lichtboot führte Eider keine Bewaffnung. Trave trug als Messboot ein 40-mm-Geschütz.